# Piotr Piekarski
Piotr Piekarski (né le 10 avril 1964 à Brusy) est un athlète polonais spécialiste du 800 mètres. Licencié au Zawisza Bydgoszcz, il mesurait 1,80 m pour 71 kg.

## Biographie

### Palmarès
| Date | Compétition                   | Lieu      | Résultat | Performance   |
| ---- | ----------------------------- | --------- | -------- | ------------- |
| 1983 | Championnats d'Europe juniors | Schwechat | 2e       | 1 min 47 s 70 |
| 1990 | Championnats d'Europe         | Split     | 3e       | 1 min 45 s 76 |
| 1991 | Championnats du monde         | Tokyo     | 5e       | 1 min 45 s 44 |

### Records
| Épreuve    | Performance   | Lieu | Date |
| ---------- | ------------- | ---- | ---- |
| 800 mètres | 1 min 45 s 20 |      | 1990 |